# WUFA World Series
La WUFA World Series es un torneo internacional de fútbol organizado por WUFA, una asociación que agrupa a los estados, las minorías, los pueblos apátridas y las regiones no afiliadas a la FIFA.
La primera edición se jugó en la Surrey, Inglaterra, del 16 al 23 de mayo de 2021, teniendo a la selección de las Islas Chagos como campeón.

## Participantes
| Equipos participantes | Equipos participantes | Equipos participantes | Equipos participantes |
| --------------------- | --------------------- | --------------------- | --------------------- |
| Surrey                | Barāwe                | Islas Chagos          | Magreb                |

## Palmarés
| Año           | Sede   | Campeón      | Final Resultado | Subcampeón | Tercer lugar | Resultado | Cuarto lugar |
| ------------- | ------ | ------------ | --------------- | ---------- | ------------ | --------- | ------------ |
| 2021 Detalles | Surrey | Islas Chagos | 2:2 (5–4 pen.)  | Barāwe     | Surrey       | 2:1       | Magreb       |

## Títulos por equipo
En cursiva, se indica el torneo en que el equipo fue local.
| Equipo       | Campeón  | Subcampeón | Tercer lugar | Cuarto lugar |
| ------------ | -------- | ---------- | ------------ | ------------ |
| Islas Chagos | 1 (2021) |            |              |              |
| Barāwe       |          | 1 (2021)   |              |              |
| Surrey       |          |            | 1 (2021)     |              |
| Magreb       |          |            |              | 1 (2021)     |

## Clasificación general
- Actualizado a la edición 2021.

| Equipo | Equipo       | Part. | Pts | PJ | PG | PE | PP | GF | GC | Dif |
| ------ | ------------ | ----- | --- | -- | -- | -- | -- | -- | -- | --- |
| 1      | Islas Chagos | 1     | 4   | 2  | 1  | 1  | 0  | 5  | 3  | +2  |
| 2      | Barāwe       | 1     | 4   | 2  | 1  | 1  | 0  | 5  | 3  | +2  |
| 3      | Surrey       | 1     | 3   | 2  | 1  | 0  | 1  | 3  | 4  | -1  |
| 4      | Magreb       | 1     | 0   | 2  | 0  | 0  | 2  | 2  | 5  | -3  |

## Desempeño
| Años \ Equipos | 2021 (4) | Part. |
| -------------- | -------- | ----- |
| Barāwe         | 2º       | 1     |
| Islas Chagos   | 1º       | 1     |
| Magreb         | 4º       | 1     |
| Surrey         | 3º       | 1     |

### Simbología
| - 1º – Campeón - 2º – Finalista - 3º – 3º Lugar - 4º – 4º Lugar - – Anfitrión |